# Fujiwara no Tadahira
Fujiwara no Tadahira (藤原 忠平?  880 –  Kioto, 9 de septiembre de 949) fue un kuge (cortesano) que actuó de regente durante la era Heian. Fue el cuarto hijo del regente Fujiwara no Mototsune.
Asumió el liderazgo del clan Fujiwara en 909 tras la muerte de su hermano mayor Fujiwara no Tokihira. 
Fungió como sesshō del Emperador Suzaku entre 930 y 941 y posteriormente como kanpaku del Emperador Suzaku y del Emperador Murakami entre 941 y 949.
El Emperador Murakami fue el sobrino materno de Tadahira.